# Nipojpolíhuitl
Nipojpolíhuitl är en ort i Mexiko.   Den ligger i kommunen Jesús Carranza och delstaten Veracruz, i den sydöstra delen av landet, 500 km sydost om huvudstaden Mexico City. Nipojpolíhuitl ligger 124 meter över havet och antalet invånare är 142.
Terrängen runt Nipojpolíhuitl är platt. Runt Nipojpolíhuitl är det ganska glesbefolkat, med 29 invånare per kvadratkilometer. Närmaste större samhälle är Carolino Anaya Uno, 12,3 km öster om Nipojpolíhuitl. Omgivningarna runt Nipojpolíhuitl är en mosaik av jordbruksmark och naturlig växtlighet.